# Ray County
Ray County is een county in de Amerikaanse staat Missouri.
De county heeft een landoppervlakte van 1.475 km² en telt 23.354 inwoners (volkstelling 2000). De hoofdplaats is Richmond.